# Kameruni labdarúgó-szövetség
A kameruni labdarúgó-szövetség (franciául: Fédération Camerounaise de Football, rövidítve: FECAFOOT) Kamerun nemzeti labdarúgó-szövetsége. A szervezetet 1959-ben alapították, 1962-ben csatlakozott a Nemzetközi Labdarúgó-szövetséghez, 1963-ban pedig az Afrikai Labdarúgó-szövetséghez. A szövetség szervezi a Kameruni labdarúgó-bajnokságot. Működteti a férfi valamint a női labdarúgó-válogatottat.

## Elnökök
- 1958–1960 : M. N'Gankou Amos
- 1961–1964 : Ibrahim M'Bombo N'Joya
- 1964–1968 : ??
- 1968–1972 : René Essomba
- 1972–1978 : Jean Zoa Amougou
- 1978–1985 : M. Titti
- 1986–1988 : Peter N'Tamack Yana
- 1986–1988 : Issa Hayatou
- 1988–1989 : Jean N'Ji N'Jikam
- 1989–1990 : Albert Etotoke
- 1990–1993 : Njikam Simon és Pascal Owona
- 1993–1996 : Maha Daher
- 1996–1998 : Vincent Onana
- 1999–2000 : Mohammed Iya
- 2000–2013 : Mohammed Iya
- 2013–2015 : Joseph Owona
- 2015–2017 : Tombi À Roko Sidiki
- 2017–2018 : Dieudonné Happi
- 2018–2021: Nji Mbombo Njoya Seidou.
- 2021– : Samuel Eto’o[1]

## Eredmények
- 1984-ben Afrikai Nemzetek Kupájának győztese
- 1988-ban Afrikai Nemzetek Kupája|Afrikai Nemzetek Kupájának győztese

A világbajnokságokra jutott afrikai csapatok közül a legtöbbre vitte. 1982-ben Spanyolországban a csoportkörben kiestek, 1990-ben Olaszországban egészen a negyeddöntőig jutottak, ahol igen izgalmas körülmények között kikaptak Angliától, 1994-ben az Amerikai Egyesült Államokban kiestek a csoportselejtezőkből, 1998-ban Franciaországban a csoportmérkőzések után búcsúztak.

## Külső hivatkozások
- Hivatalos honlap
- A FIFA honlapján Archiválva 2018. december 13-i dátummal a Wayback Machine-ben
- A CAF honlapján